# Eddie Krnčević
Edward « Eddie » Krnčević est un footballeur international australien, reconverti entraîneur, né le 14 août 1960 à Geelong. Il jouait au poste d'attaquant reconverti entraîneur.

## Biographie

### En club
Eddie Krnčević évolue en Australie, en Yougoslavie, en Allemagne, en Belgique, et en France.
Au cours de son passage en Europe, il joue un total de 322 matchs en championnat, inscrivant 106 buts. Il inscrit 23 buts dans le championnat de Belgique lors de la saison 1988-1989, ce qui constitue sa meilleure performance.
Participant à différentes Coupes d'Europe, il dispute huit matchs en Ligue des champions (deux buts), et 13 matchs en Coupe des coupes (cinq buts). En Ligue des champions, il inscrit avec Anderlecht un doublé contre le Steaua Bucarest en octobre 1986. En Coupe des coupes, il atteint les quarts de finale en 1991 avec le club du RFC Liège.

### Carrière d'entraîneur
Après avoir raccroché les crampons, il entraîne plusieurs clubs en Australie.

## Palmarès
- Vainqueur de la Coupe d'Océanie en 1980 avec l'équipe d'Australie
- Champion d'Australie en 1979 avec Marconi
- Vainqueur de la Coupe d'Australie en 1980 avec Marconi
- Champion de Yougoslavie en 1982 avec le Dinamo Zagreb
- Vainqueur de la Coupe de Yougoslavie en 1983 avec le Dinamo Zagreb
- Champion de Belgique en 1987 avec Anderlecht
- Vainqueur de la Coupe de Belgique en 1985 avec le Cercle Bruges ; en 1988 et 1989 avec Anderlecht
- Finaliste de la Coupe de Belgique en 1986 avec le Cercle Bruges
- Vainqueur de la Supercoupe de Belgique en 1987 avec Anderlecht
- Meilleur buteur du championnat de Belgique lors de la saison 1988-1989 (23 buts)